# 음가 (음악)

음표의 각 부분.

기보법에서 음가(音價)는 음표의 상대적인 길이를 나타내는데, 음표 머리의 질감이나 모양, 음표 기둥의 유무, 꼬리/기/갈고리/꼬리의 유무를 통해 구분한다. 수정되지 않은 음표 값은 2의 분수 제곱, 예를 들어 1, 1/2, 1/4 등이다.
쉼표는 같은 길이의 침묵을 나타낸다.

## 목록
| 음표 | 쉼표 | 미국 이름 | 영국 이름 | 상대 값 | 점음표 값             | 겹점음표 값                     | 삼점음표 값                               |
| ---- | ---- | --- | --- | ------- | --------------------- | ------------------------------- | ----------------------------------------- |
|      |      | large, duplex longa, or maxima (occasionally octuple note, octuple whole note, or octuple entire musical note) | large, duplex longa, or maxima (occasionally octuple note, octuple whole note, or octuple entire musical note) | 8       | 8 + 4 = 12            | 8 + 4 + 2 = 14                  | 8 + 4 + 2 + 1 = 15                        |
|      |      | long or longa (occasionally quadruple note or quadruple whole note)                                            | long or longa (occasionally quadruple note or quadruple whole note)                                            | 4       | 4 + 2 = 6             | 4 + 2 + 1 = 7                   | 4 + 2 + 1 + ⁠1/2⁠ = ⁠7+1/2⁠                   |
|      |      | 겹온음표, double note                                                                                          | breve | 2       | 2 + 1 = 3             | 2 + 1 + ⁠1/2⁠ = ⁠3+1/2⁠             | 2 + 1 + ⁠1/2⁠ + ⁠1/4⁠ = ⁠3+3/4⁠                 |
|      |      | 온음표 | semibreve | 1       | 1 + ⁠1/2⁠ = ⁠1+1/2⁠       | 1 + ⁠1/2⁠ + ⁠1/4⁠ = ⁠1+3/4⁠           | 1 + ⁠1/2⁠ + ⁠1/4⁠ + ⁠1/8⁠ = ⁠1+7/8⁠               |
|      |      | 이분음표 | minim | ⁠1/2⁠     | ⁠1/2⁠ + ⁠1/4⁠ = ⁠3/4⁠       | ⁠1/2⁠ + ⁠1/4⁠ + ⁠1/8⁠ = ⁠7/8⁠           | ⁠1/2⁠ + ⁠1/4⁠ + ⁠1/8⁠ + ⁠1/16⁠ = ⁠15/16⁠            |
|      | or   | 사분음표 | crotchet; semiminim                                                                                            | ⁠1/4⁠     | ⁠1/4⁠ + ⁠1/8⁠ = ⁠3/8⁠       | ⁠1/4⁠ + ⁠1/8⁠ + ⁠1/16⁠ = ⁠7/16⁠         | ⁠1/4⁠ + ⁠1/8⁠ + ⁠1/16⁠ + ⁠1/32⁠ = ⁠15/32⁠           |
|      |      | 팔분음표 | quaver | ⁠1/8⁠     | ⁠1/8⁠ + ⁠1/16⁠ = ⁠3/16⁠     | ⁠1/8⁠ + ⁠1/16⁠ + ⁠1/32⁠ = ⁠7/32⁠        | ⁠1/8⁠ + ⁠1/16⁠ + ⁠1/32⁠ + ⁠1/64⁠ = ⁠15/64⁠          |
|      |      | 십육분음표 | semiquaver | ⁠1/16⁠    | ⁠1/16⁠ + ⁠1/32⁠ = ⁠3/32⁠    | ⁠1/16⁠ + ⁠1/32⁠ + ⁠1/64⁠ = ⁠7/64⁠       | ⁠1/16⁠ + ⁠1/32⁠ + ⁠1/64⁠ + ⁠1/128⁠ = ⁠15/128⁠       |
|      |      | 32분음표 | demisemiquaver                                                                                                 | ⁠1/32⁠    | ⁠1/32⁠ + ⁠1/64⁠ = ⁠3/64⁠    | ⁠1/32⁠ + ⁠1/64⁠ + ⁠1/128⁠ = ⁠7/128⁠     | ⁠1/32⁠ + ⁠1/64⁠ + ⁠1/128⁠ + ⁠1/256⁠ = ⁠15/256⁠      |
|      |      | 64분음표 | hemidemisemiquaver                                                                                             | ⁠1/64⁠    | ⁠1/64⁠ + ⁠1/128⁠ = ⁠3/128⁠  | ⁠1/64⁠ + ⁠1/128⁠ + ⁠1/256⁠ = ⁠7/256⁠    | ⁠1/64⁠ + ⁠1/128⁠ + ⁠1/256⁠ + ⁠1/512⁠ = ⁠15/512⁠     |
|      |      | 128분음표 | semihemidemisemiquaver (rare)                                                                                  | ⁠1/128⁠   | ⁠1/128⁠ + ⁠1/256⁠ = ⁠3/256⁠ | ⁠1/128⁠ + ⁠1/256⁠ + ⁠1/512⁠ = ⁠7/512⁠   | ⁠1/128⁠ + ⁠1/256⁠ + ⁠1/512⁠ + ⁠1/1024⁠ = ⁠15/1024⁠  |
|      |      | 256분음표 | demisemihemidemisemiquaver (rare)                                                                              | ⁠1/256⁠   | ⁠1/256⁠ + ⁠1/512⁠ = ⁠3/512⁠ | ⁠1/256⁠ + ⁠1/512⁠ + ⁠1/1024⁠ = ⁠7/1024⁠ | ⁠1/256⁠ + ⁠1/512⁠ + ⁠1/1024⁠ + ⁠1/2048⁠ = ⁠15/2048⁠ |

더 짧은 음표는 이론적으로 무한히 더 많은 꼬리를 추가하여 만들 수 있지만, 매우 드물다.

## 변형
브레베는 여러 다른 모양으로 나타난다.

브레베의 변형. 처음 두 개는 흔히 사용되며, 세 번째는 양식적 대안이다.

때로는 롱가나 브레베가 곡의 끝부분과 같이 불확실한 길이를 가진 매우 긴 음표를 나타내는 데 사용된다(예: 모차르트 미사 KV 192의 끝부분).
하나의 팔분음표 또는 더 빠른 음표는 항상 꼬리가 붙어 있고, 두 개 이상은 일반적으로 묶음으로 연결된다. 기둥이 있는 경우, 롱가나 막시마처럼 거의 항상 아래쪽 기둥으로 쓰이는 경우를 제외하고는 위로(음표 머리의 오른쪽에서) 또는 아래로(왼쪽에서) 갈 수 있다. 대부분의 경우, 음표 머리가 중심선에 있거나 그 위에 있으면 기둥은 아래로 가고, 그렇지 않으면 위로 간다. 모든 꼬리는 항상 기둥의 오른쪽에 있다.

기로 연결된 음표

## 수정자
음가는 뒤에 점을 추가하여 증강할 수 있다. 이 점은 다음으로 짧은 음표 값을 추가하여 원래 길이의 1.5배가 되도록 한다. 여러 개의 점(n)은 음표 값을 그 값의 ⁠2n − 1/2n⁠만큼 늘려준다. 따라서 두 개의 점은 두 개의 낮은 음표 값을 추가하여 원래 길이의 1.75배가 된다. 드물게 사용되는 세 개의 점은 길이의 1.875배를 만들고, 그 이상도 마찬가지이다.
겹점은 1752년 J. J. 콴츠가 처음 사용해다. 18세기 이전의 음악에서는 점이 음표를 늘리는 정도가 다양했는데, 현대적 해석보다 많거나 적을 수 있었고, 문맥에 따라 조절되었다.
수직 겹점은 빌리 아펠이 도입했으며, 중세 및 르네상스 음악의 현대적 전사에서 흔히 사용된다. 이는 이미 점이 찍힌 음표를 절반만큼 늘려준다. 즉 6개의 사분음표로 구성된 점 이분음표는 수직 겹점이 찍히면 9개의 사분음표가 된다. 이는 현대 표기법을 크게 단순화한다(그렇지 않으면 점 이분음표에 점 사분음표를 붙임줄로 연결해야 한다).
음표 값을 세 등분하거나 2 이외의 값으로 나누려면 다섯잇단음표를 사용할 수 있다. 이에 대해선 스윙 리듬과 불균등 음표를 참조하라.

## 역사

### 그레고리오 성가
다양한 모양의 음표 머리와 기둥이 있는 음표와 없는 음표가 초기 그레고리오 성가 필사본에 나타나지만, 많은 학자들은 이 기호가 서로 다른 길이를 나타내지 않는다는 데 동의한다. 다만 점은 증강을 위해 사용되었다. 네우마를 참조하라.
13세기에는 성가가 리듬 양식에 따라 연주되기도 했는데, 이는 대략 박자와 동등하다. 그러나 음표 모양은 현대 음표 값과 같은 방식으로 길이를 나타내지는 않았다.

### 박자 기보법
약 1250년경, 쾰른의 프랑코는 다른 길이에 대해 다른 기호를 발명했지만, 다른 음표 값 사이의 관계는 다양할 수 있었다. 3:1이 가장 일반적인 비율이었다. 필리프 드 비트리의 논문 아르스 노바 (1320)는 다른 음표 값의 비율이 2:1 또는 3:1이 될 수 있으며, 박자표 시스템으로 이를 구별하는 시스템을 설명했다.
이 검은색 박자 기보법은 약 1450년경 흰색 박자 기보법으로 바뀌었는데, 이때 모든 음표 값은 흰색(윤곽선) 음표 머리로 쓰였다. 흰색 표기법에서 세도막의 사용은 채색, 즉 음표 머리를 검은색(또는 때로는 빨간색)으로 채워 넣음으로써 나타냈다. 검은색과 흰색 표기법 모두 성가에 사용된 클리비스 및 포렉투스 네우마에서 유래한 붙임줄을 주기적으로 사용했다.
약 1600년경 현대 기보법 시스템이 일반적으로 채택되었으며, 마디선과 개별 파트 대신 악보로 다성 음악을 쓰는 관행이 확립되었다. 그러나 17세기에도 옛날 용법이 가끔 나타났다. 

## 이름의 유래
영국식 이름은 적어도 영국 르네상스 음악까지 거슬러 올라가며, 라틴어에서 유래한 용어들은 그 당시 국제적으로 통용되었다. 롱가는 '긴'을 의미하며, 나머지 대부분은 상대적인 짧음을 나타낸다. 브레베는 라틴어 brevis, '짧은'에서 유래했고, 미님은 minimus, '매우 작은'에서 유래했으며, 퀘이버는 매우 빠른 음표의 떨림 효과를 의미한다. semi-, demi-, hemi- 요소는 각각 라틴어, 프랑스어, 그리스어에서 '반'을 의미한다. 원래 짧은 것으로 인식되었던 음표들이 점진적으로 긴 음표가 된 의미론적 변화 사슬은 언어학적으로나 음악적으로 흥미롭다. 그러나 크로체는 음표의 모양에서 유래했는데, '작은 갈고리'를 뜻하는 옛 프랑스어에서 왔으며, 미님도 마찬가지라고 주장할 수 있다. 이 단어는 고문서학에서 중세 필기체에서 수직 획을 의미하는 데에도 사용되기 때문이다.